# Formica alpina
Formica alpina é uma espécie de formiga do gênero Formica, pertencente à subfamília Formicinae.